# 뱅자맹 라베른

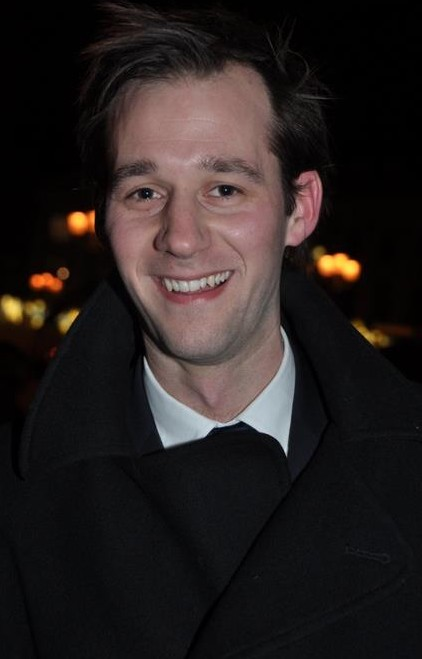

뱅자맹 라베른(프랑스어: Benjamin Lavernhe, 1984년 8월 14일 ~ )은 프랑스의 배우이다.
푸아티에에서 태어났다.

## 영화
- 완벽한 축사를 준비하는 방법 (2020년)
- 큐리오사 (2019년) - 앙리 역
- 러브 앳 (2019년) - 펠릭스  역
- 세라비, 이것이 인생! (2017년) - 피에르 역
- 러브 이즈 데드 (2016년)
- 사랑해도 괜찮아 (2015년) - 피에르 역
- 나의 스타가 우리 집에 찾아왔다 (2014년)